# Pleidelsheimer Wiesental mit Altneckar
Das Gebiet Pleidelsheimer Wiesental mit Altneckar ist ein im März 2001 eingerichtetes und mit Verordnung vom 5. Februar 2010 durch das Ministerium für Ernährung und Ländlichen Raum festgelegtes Europäisches Vogelschutzgebiet (Schutzgebietskennung DE-7021-401) im baden-württembergischen Landkreis Ludwigsburg in Deutschland.

## Lage
Das rund 42 Hektar (ha) große Vogelschutzgebiet „Pleidelsheimer Wiesental mit Altneckar“ erstreckt sich entlang dem Neckar, östlich und westlich der Bundesautobahn 81, zwischen dem Abzweig des „Neckarkanals Pleidelsheim“ im Südosten und der Straßenbrücke bei der Schleuse Pleidelsheim im Nordwesten.
Es verteilt sich auf die zwei Gemeinden Ingersheim (11,36 ha (27 %)) und Pleidelsheim (17,25 ha (41 %)) sowie die Stadt Freiberg am Neckar (13,46 ha (32 %)), alle im Landkreis Ludwigsburg.

## Beschreibung
Beschrieben wird das Schutzgebiet „Pleidelsheimer Wiesental mit Altneckar“ als ein „nach Abbau von Schottern entstandener, ehemaliger Baggersee im Neckartal mit reicher Vogelwelt sowie eine der letzten naturnahen Teilstrecken des Neckars mit Resten natürlicher Flussdynamik sowie den entsprechenden besonderen Lebensbedingungen für die Pflanzen- und Tierwelt“.

### Bedeutung
Das Vogelschutzgebiet „Pleidelsheimer Wiesental mit Altneckar“ ist eines von zwei Brutvorkommen des Nachtreihers in Baden-Württemberg sowie ein Brutvorkommen des Gänsesägers. (Stand 2015)

### Lebensraumklassen
|                                                                 |                                                                 |  |          |          |
| Binnengewässer, stehend und fließend                            | Binnengewässer, stehend und fließend                            |  | 19,35 ha | 19,35 ha |
| Anderes Ackerland                                               | Anderes Ackerland                                               |  | 1,68 ha  | 1,68 ha  |
| Nichtwaldgebiete mit hölzernen Pflanzen, Gestrüpp usw.          | Nichtwaldgebiete mit hölzernen Pflanzen, Gestrüpp usw.          |  | 0,84 ha  | 0,84 ha  |
| Trockenrasen und Steppen                                        | Trockenrasen und Steppen                                        |  | 2,52 ha  | 2,52 ha  |
| Trockengelegtes Grünland                                        | Trockengelegtes Grünland                                        |  | 3,37 ha  | 3,37 ha  |
| Laubwald                                                        | Laubwald                                                        |  | 13,89 ha | 13,89 ha |
| Sonstiges (Städte, Straßen, Deponien, Gruben, Industriegebiete) | Sonstiges (Städte, Straßen, Deponien, Gruben, Industriegebiete) |  | 0,42 ha  | 0,42 ha  |
|                                                                 |                                                                 |  |          |          |

### Zusammenhang mit anderen Schutzgebieten
Mit dem Naturschutzgebiet „Pleidelsheimer Wiesental mit Altneckar“ sind das Landschaftsschutzgebiet „Neckartal zwischen Benningen und Großingersheim mit angrenzenden Gebieten“ (LSG-Nummer 1.18.047) sowie die Naturschutzgebiete „Altneckar und Pleidelsheimer Wiesental“ (NSG-Nr. 1.027) als zusammenhängende Schutzgebiete ausgewiesen. (Stand: November 2022)

## Schutzzweck
Die gebietsbezogenen Erhaltungsziele sind je nach Art unterschiedlich beschrieben:

### Brutvögel
Brutvogelarten, die im Anhang I der Vogelschutzrichtlinie aufgelistet und für die in ganz Europa besondere Maßnahmen anzuwenden sind. In diese Kategorie fallen in Baden-Württemberg insgesamt 39, im Schutzgebiet „Pleidelsheimer Wiesental mit Altneckar“ acht Arten.

#### Eisvogel(Alcedo atthis)

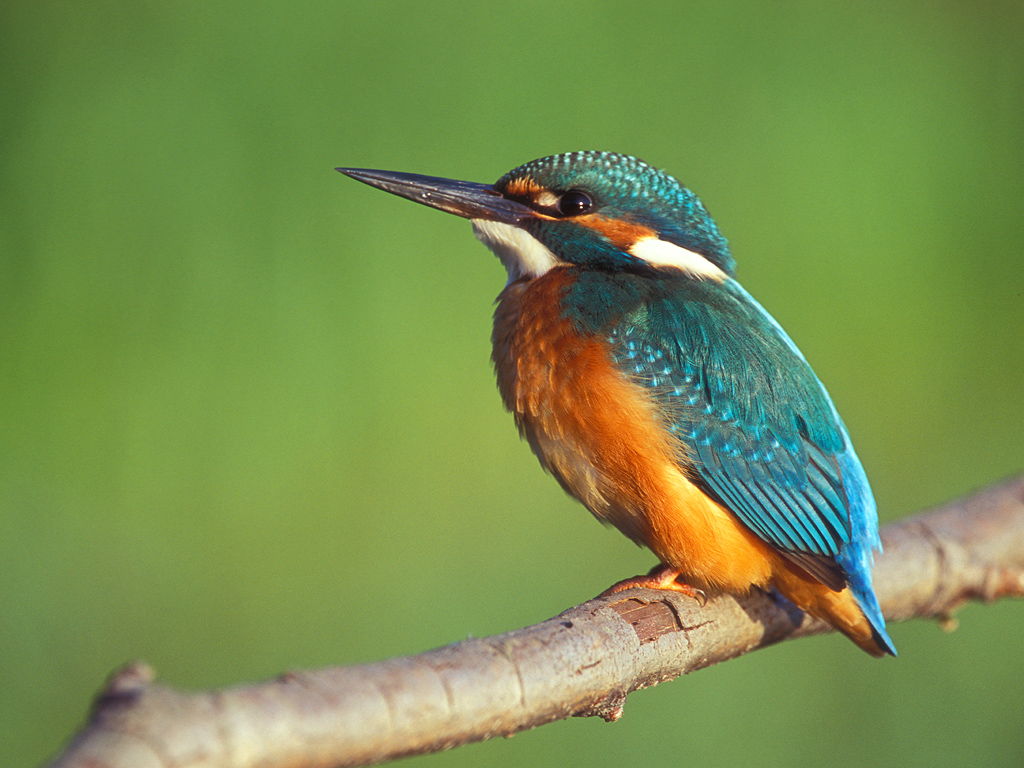
Eisvogel

Erhaltung der naturnahen Gewässer, von Steilwänden und Abbruchkanten aus grabbarem Substrat in Gewässernähe, von für die Brutröhrenanlage geeigneten Wurzeltellern umgestürzter Bäume in Gewässernähe, von Strukturen, die als Ansitz für die Jagd genutzt werden können wie starke Ufergehölze mit über das Gewässer hängenden Ästen, Erhaltung einer Wasserqualität, die gute Sichtbedingungen für den Beutefang gewährleistet, einer Gewässerdynamik, die die Neubildung von zur Nestanlage geeigneten Uferabbrüchen ermöglicht, Erhaltung von Sekundärlebensräumen wie aufgelassene Abbaustätten mit Gewässern und Steilufern, des Nahrungsangebots mit Kleinfischarten und Jungfischaufkommen sowie Erhaltung störungsfreier oder zumindest störungsarmer Fortpflanzungsstätten während der Fortpflanzungszeit vom 15. Februar bis zum 15. September.

#### Grauspecht(Picus canus)

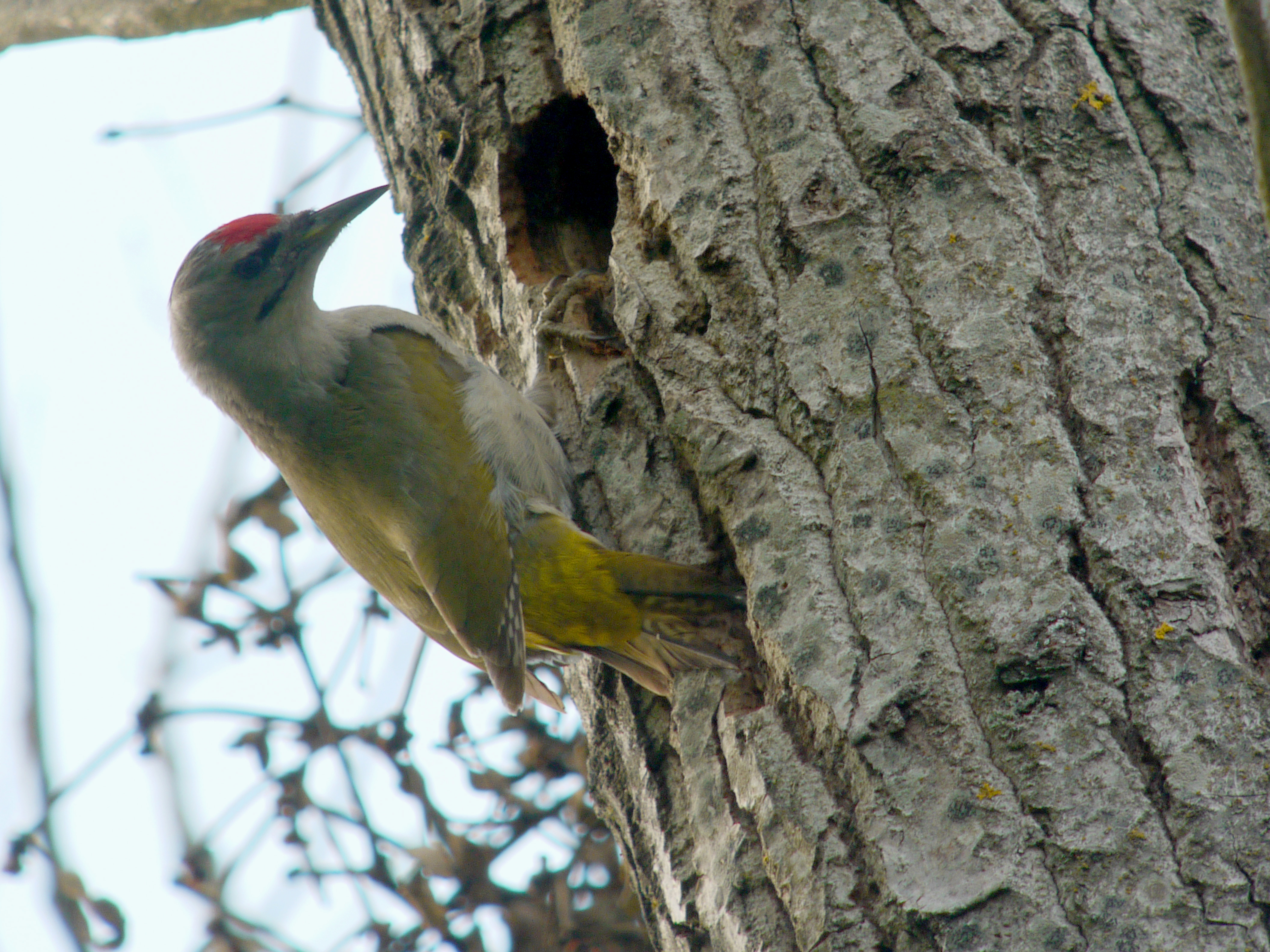
Grauspecht

Erhaltung von reich strukturierten lichten Laub- und Laubmischwäldern mit Offenflächen zur Nahrungsaufnahme, von Auenwäldern, von extensiv bewirtschafteten Streuobstwiesen, Erhaltung der Magerrasen, mageren Mähwiesen oder Viehweiden, Erhaltung von Randstreifen, Rainen, Böschungen und gesäumten gestuften Waldrändern, von Altbäumen und Altholzinseln, von Totholz, insbesondere von stehendem Totholz, Erhaltung der Bäume mit Großhöhlen sowie des Nahrungsangebots.

#### Halsbandschnäpper(Ficedula albicollis)
Erhaltung von lichten Laub- und Auenwäldern, von Altbäumen und Altholzinseln, von Bäumen mit Höhlen sowie die Erhaltung des Nahrungsangebots, insbesondere Insekten.

#### Nachtreiher(Nycticorax nycticorax)
Erhaltung einer dichten Ufervegetation und zur Nestanlage geeigneter Baumbestände sowie der bestehenden Graureiherkolonien, Erhaltung von Sekundärlebensräumen wie aufgelassene Abbaustätten mit vorgenannten Lebensstätten, des Nahrungsangebots mit Kleinsäugern, Amphibien, Kleinfischarten und Jungfischaufkommen sowie die Erhaltung störungsfreier oder zumindest störungsarmer Fortpflanzungsstätten während der Fortpflanzungszeit vom 1. April bis zum 15. September eines jeden Jahres.

#### Neuntöter(Lanius collurio)
Erhaltung von extensiv bewirtschafteten Grünlandgebieten, Einzelbäumen und Büschen in der offenen Landschaft, von Feldrainen, Graswegen, Ruderal-, Staudenfluren und Brachen, Erhaltung von Acker- und Wiesenrandstreifen, von Sekundärlebensräumen wie aufgelassene Abbaustätten mit vorgenannten Lebensstätten sowie die Erhaltung des Nahrungsangebots, insbesondere mit größeren Insekten.

#### Schwarzmilan(Milvus migrans)

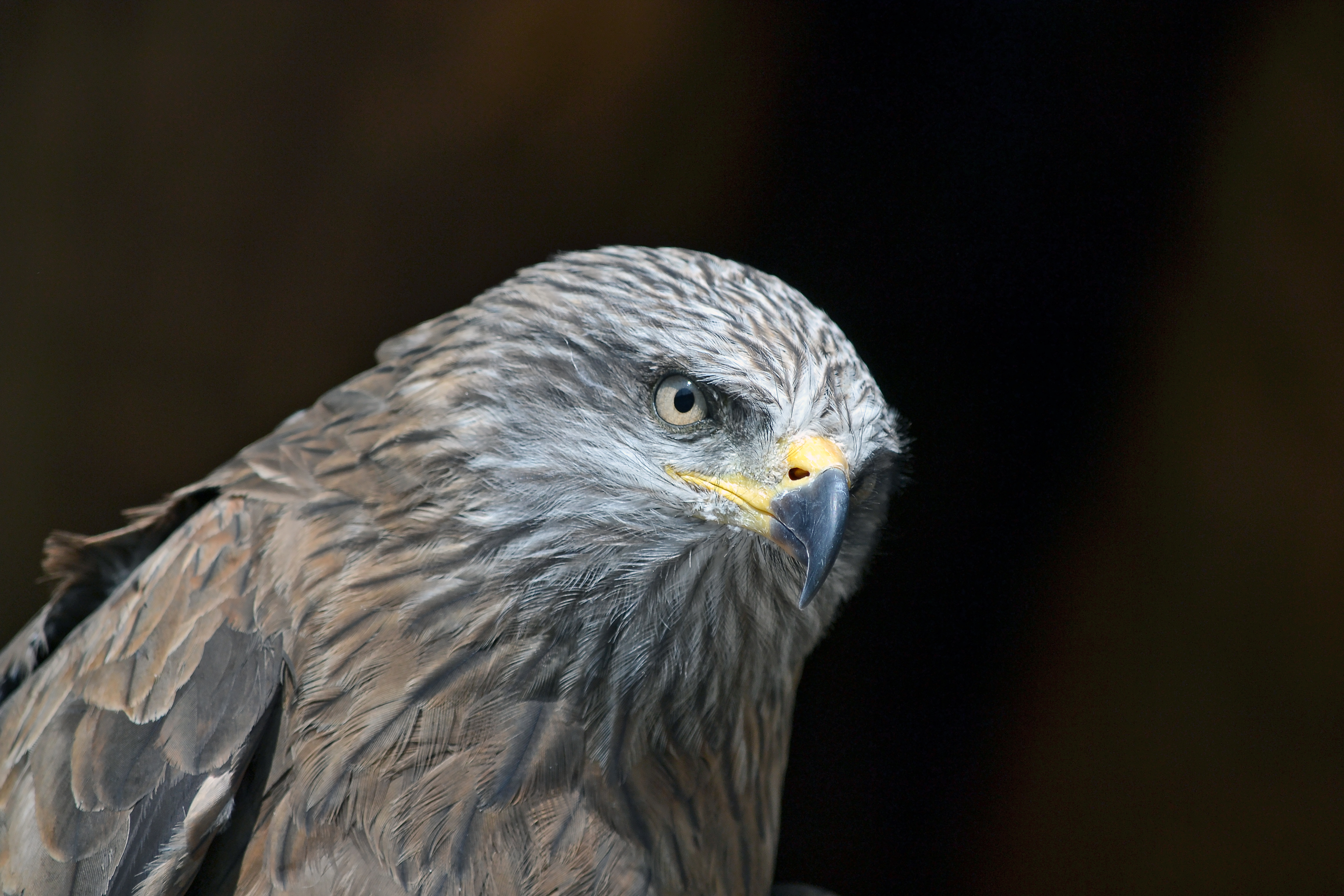
Schwarzmilan

Erhaltung von vielfältig strukturierten Kulturlandschaften, von lichten Waldbeständen, insbesondere Auenwäldern, von Feldgehölzen, großen Einzelbäumen und Baumreihen in der offenen Landschaft, Erhaltung von Grünland, naturnaher Fließ- und Stillgewässer, Altholzinseln und alten, großkronigen Bäumen mit freier Anflugmöglichkeit, Erhaltung der Bäume mit Horsten, der Lebensräume ohne Gefahrenquellen wie nicht vogelsichere Freileitungen und Windkraftanlagen sowie die Erhaltung störungsfreier oder zumindest störungsarmer Fortpflanzungsstätten während der Fortpflanzungszeit (1. März bis 15. August).

#### Wendehals(Jynx torquilla)
Erhaltung von aufgelockerten Auenwäldern mit Lichtungen oder am Rande von Offenland, Erhaltung von mageren Mähwiesen sowie Feldgehölzen, von zeitlich differenzierten Nutzungen im Grünland, Altbäumen und Altholzinseln, Erhaltung von Bäumen mit Höhlen, von Randstreifen, Rainen, Böschungen und gesäumten gestuften Waldrändern sowie des Nahrungsangebots, insbesondere mit Wiesenameisen.

#### Wiesenschafstelze(Motacilla flava)

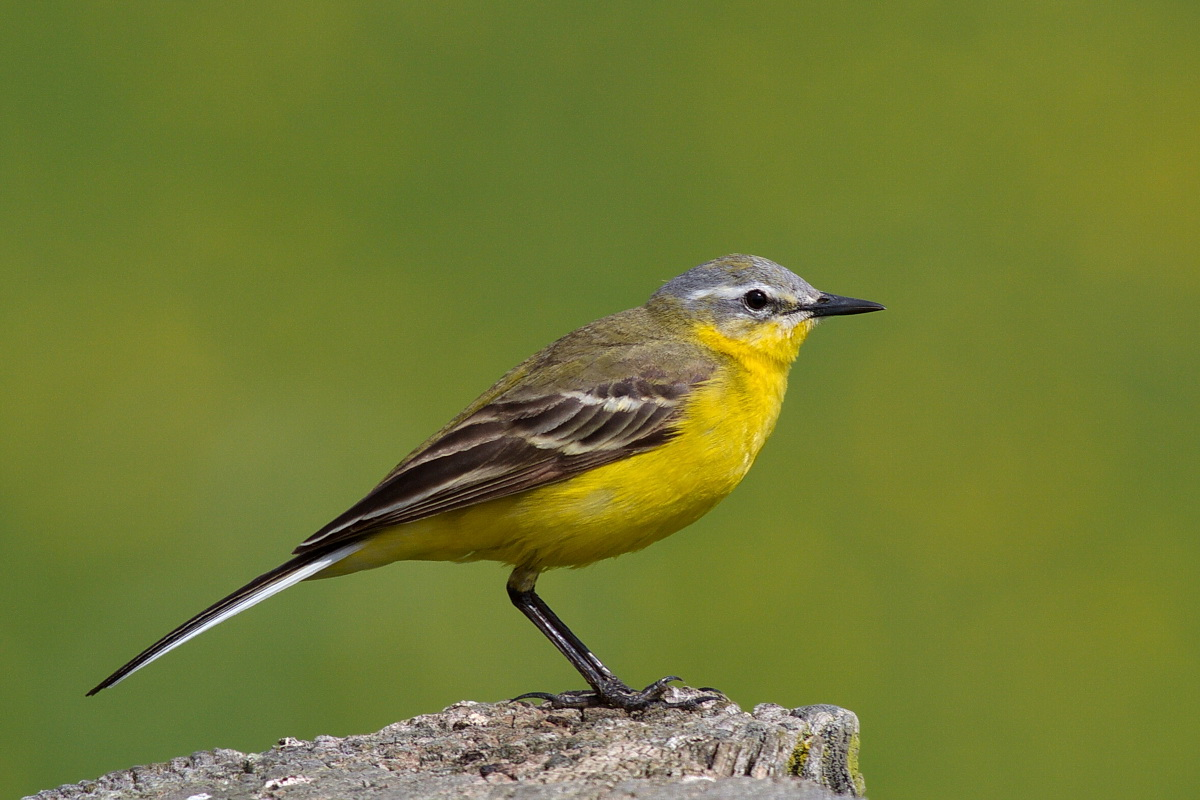
Wiesenschafstelze

Erhaltung eines Mosaiks aus Ackerflächen mit verschiedenen Feldfrüchten, Verlandungszonen an Gewässern, Randstrukturen an Nutzungsgrenzen wie Gras-, Röhricht- und Staudensäume an Weg- und Feldrändern, aber auch von Brachflächen, Erhaltung von zeitlich differenzierten Nutzungen im Grünland, von vereinzelten Büschen, Hochstauden und anderen als Jagd-, Sitz- und Singwarten geeigneten Strukturen, Erhaltung von Sekundärlebensräumen wie aufgelassene Abbaustätten mit vorgenannten Lebensstätten sowie des Nahrungsangebots, insbesondere mit Insekten.

### Zugvögel
Weitere, nicht in Anhang I aufgelistete Zugvogelarten, die im Land brüten und für die Schutzgebiete ausgewählt wurden. In diese Kategorie fallen in Baden-Württemberg insgesamt 36, im Schutzgebiet „Pleidelsheimer Wiesental mit Altneckar“ zwei Arten.

#### Kormoran(Phalacrocorax carbo)
Erhaltung der fischreichen Gewässer, Erhaltung einer Wasserqualität, die gute Sichtbedingungen für den Beutefang gewährleistet sowie die Erhaltung störungsfreier oder zumindest störungsarmer Rast- und Schlafplätze sowie Überwinterungs- und Nahrungsgebiete.

#### Krickente(Anas crecca)

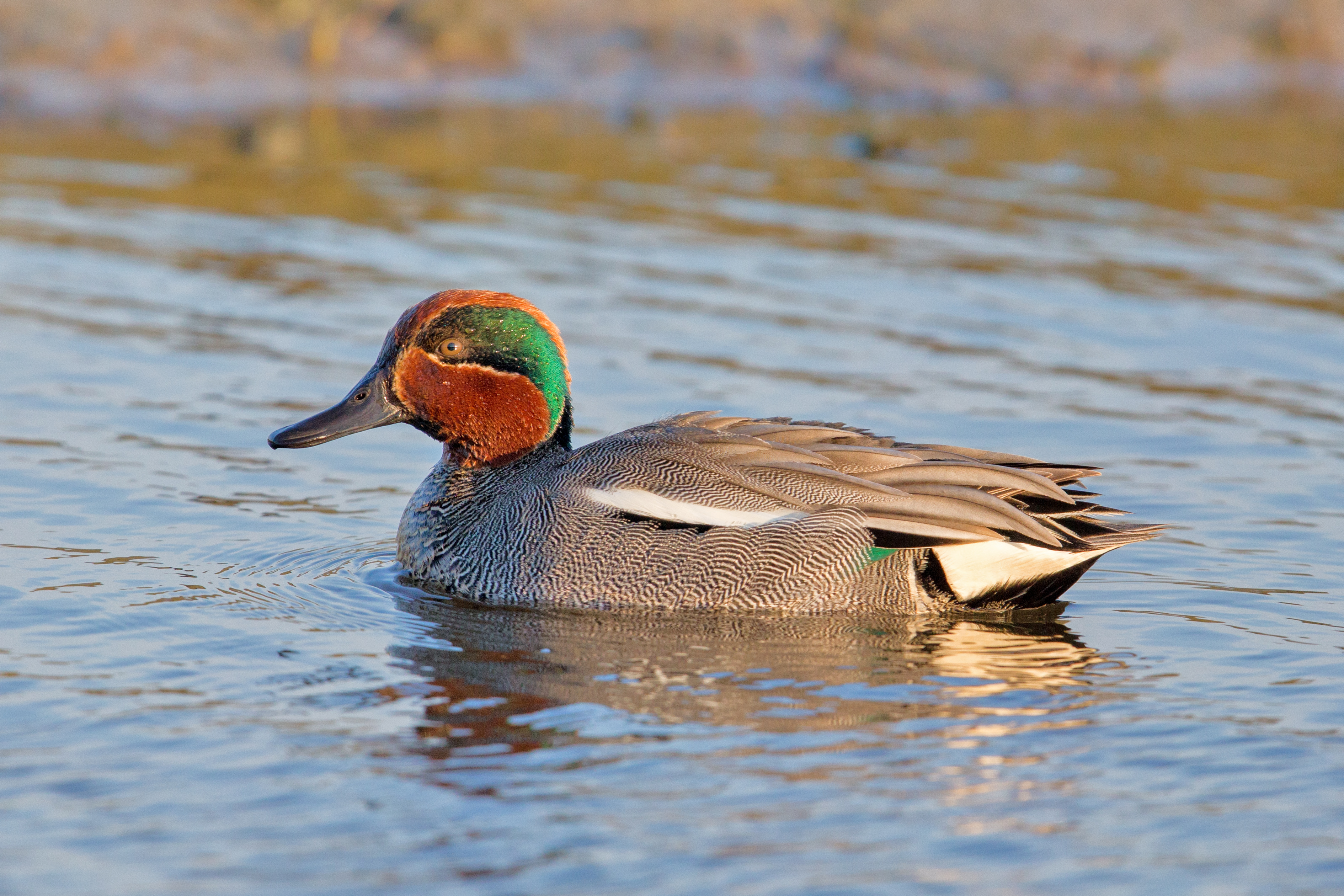
Krickente

Erhaltung der natürlichen und naturnahen Feuchtgebiete wie Flussniederungen und Auenlandschaften, der Flachwasserzonen an stehenden und schwach fließenden Gewässern mit einer reichen Unterwasser- und Ufervegetation, Erhaltung der deckungsreichen Verlandungszonen mit Röhrichten unterschiedlicher Altersstruktur und Großseggenrieden, von Schlick- und Schlammflächen, einer Wasserqualität, die gute Sichtbedingungen für den Beutefang insbesondere von Tauchern und Tauchenten gewährleistet, Erhaltung der Lebensräume ohne Gefahrenquellen wie Freileitungen, Erhaltung von Sekundärlebensräumen wie aufgelassene Kiesgruben mit vorgenannten Lebensstätten, Erhaltung des Nahrungsangebots, insbesondere mit Wasserpflanzen und Pflanzensämereien sowie die Erhaltung störungsfreier oder zumindest störungsarmer Rast-, Mauser-, Überwinterungs- und Nahrungsgebiete.